# Волконский, Андрей Романович Бык
Князь Андрей Романович Волконский по прозванию «Бык» (Ондрей Романович Болконский, умер после 1599) — голова и городовой воевода в правление царей Ивана Грозного и Фёдора Иоанновича.
Представитель княжеского рода Волконских. Старший сын князя Романа Александровича Волконского. Младшие братья — князья Константин и Семён Волконские. Рюрикович в XVIII поколении.

## Биография
Ездил за Государём рындой с меньшим саадаком (1566), тоже в походе к Троице-Сергиеву монастырь против литовцев (03 сентября 1567). Рында с государевой рогатиной в Новгородском походе (26 сентября 1568). Воевода в Торопце (1573). Голова в отряде своего родственника князя Петра Ипатьевича Волконского (1580). Воевода в Торопце 1581), в Заволочье и Ливнах (1582). Третий воевода в Ливнах (1589), вступил в местнический спор со вторым воеводой Г. П. Колединским. Вновь третий воевода в Ливнах (1590). По указу встречал под Азовом царского посла ехавшего от турецкого султана (1592). Оборонял от шведов Соловецкий монастырь (1592). Третий воевода в Чернигове (1595-1596). Руководил строительством крепости Белгород на реке Северский Донец (лето 1596). Отправлен 3-м воеводой в Белёв (февраль 1597), где прослужил до осени и был отозван. «По крымским вестем» отправлен вторым воеводой в построенный им Белгород (март 1598). Подписался на грамоте об избрании в цари Бориса Годунова (01 августа 1598), за него руку приложил князь Никита Засекин. Служил вторым воеводой в Белёве (1598), откуда отозван в Москву (сентябрь 1599). Встречал в Белгороде посла цесаря Рудольфа — Николая Ворчака (1599).
Скончался, оставив четырех сыновей (Богдан, Михаил, Кирилл и Никита) и одну дочь, которая была замужем за князем Иваном Андреевичем Дашковым (ок. 1580 — ок. 1635).